# High Green (Worcestershire)
High Green – wieś w Anglii, w hrabstwie Worcestershire, w dystrykcie Malvern Hills. Leży 10 km na południe od miasta Worcester i 158 km na północny zachód od Londynu.